# Folkdräkter från Medelpad
Medelpadska folkdräkter är svenska folkdräkter från Medelpad. Medelpad har tre dräkter, en kvinnodräkt och två mansdräkter.
I tabellen nedan ses en förteckning över de tre medelpadiska folkdräkterna. I tabellen ses var dräkten kommer ifrån, om det är en kvinno- eller mansdräkt, om den är dokumenterad, rekonstruerad eller komponerad, när den återupptogs i bruk, om det finns varianter samt ytterplagg. Tabellen bygger på Ulla Centergrans inventering av folkdräkter i Sverige 1988-1993, som publicerades i bokform av Nämnden för hemslöjdsfrågor och LRF:s kulturråd 1993. Syftet var att underlätta för den som ville skaffa sig en egen dräkt att lättare få en överblick över de som fanns.
| Dräkt                    | Kön    | Ursprung      | Återupptogs          | Finns varianter | Finns ytterplagg | Källa       |
| Attmars socken           | Man    | Rekonstruerad |                      |                 |                  | [ 1 ]       |
| Stöde, Borgsjö           | Man    | Rekonstruerad |                      | Ja              | Tröja, rock      | [ 1 ]       |
| Torp, "Medelpadsdräkten" | Kvinna | Dokumenterad  | 1909, omarbetad 1983 |                 |                  | [ 1 ] [ 2 ] |